# Sandy Mayer
Alexander „Sandy“ Mayer (* 5. April 1952 in Flushing, Queens, New York) ist ein ehemaliger US-amerikanischer Tennisspieler.

## Karriere
Er gewann 1975 zusammen mit Vitas Gerulaitis die Doppelkonkurrenz der Wimbledon Championships und 1979 mit seinem jüngeren Bruder Gene Mayer auch die der French Open. 
Sandy und Gene Mayer sind das einzige Brüderpaar, von dem beide in den U.S. Top 10 geführt wurden.

## Erfolge
| Legende                      |
| Grand Slam                   |
| Masters Grand Prix           |
| Grand Prix Super Series      |
| Grand Prix World Series (36) |
| ATP Challenger Tour          |

| ATP-Titel nach Belag |
| Hartplatz (11)       |
| Sand (9)             |
| Rasen (1)            |
| Teppich (15)         |

### Einzel

#### Turniersiege
| Nr. | Datum             | Turnier     | Belag         | Finalgegner          | Ergebnis                |
| --- | ----------------- | ----------- | ------------- | -------------------- | ----------------------- |
| 1.  | 15. Januar 1973   | Birmingham  | Teppich       | Charles Owens        | 6:4, 7:6                |
| 2.  | 23. Juli 1973     | München     | Sand          | Harald Elschenbroich | 6:4, 6:3, 6:3           |
| 3.  | 28. Januar 1974   | Baltimore   | Teppich (i)   | Clark Graebner       | 6:2, 6:1                |
| 4.  | 25. Februar 1974  | Paramus     | Hartplatz (i) | Jürgen Faßbender     | 6:1, 6:3                |
| 5.  | 18. März 1974     | Jackson     | Teppich (i)   | Karl Meiler          | 7:6, 7:5                |
| 6.  | 31. Januar 1977   | Little Rock | Hartplatz (i) | Haroon Rahim         | 6:2, 6:4                |
| 7.  | 7. März 1977      | Hampton     | Teppich (i)   | Stan Smith           | 4:6, 6:3, 6:2, 1:6, 6:3 |
| 8.  | 7. November 1977  | Stockholm   | Hartplatz (i) | Raymond Moore        | 6:2, 6:4                |
| 9.  | 6. Februar 1978   | St. Louis   | Teppich (i)   | Eddie Dibbs          | 7:6, 6:4                |
| 10. | 23. November 1981 | Bologna     | Teppich (i)   | Ilie Năstase         | 7:5, 6:3                |
| 11. | 9. August 1982    | Cleveland   | Hartplatz     | Robert Van’t Hof     | 7:5, 6:3                |
| 12. | 4. Juli 1983      | Gstaad      | Sand          | Tomáš Šmíd           | 6:0, 6:3, 6:2           |

#### Finalteilnahmen
| Nr. | Datum              | Turnier     | Belag         | Finalgegner     | Ergebnis           |
| --- | ------------------ | ----------- | ------------- | --------------- | ------------------ |
| 1.  | 1. Januar 1973     | Baltimore   | Teppich (i)   | Jimmy Connors   | 4:6, 5:7           |
| 2.  | 11. Februar 1974   | Birmingham  | Teppich (i)   | Jimmy Connors   | 5:7, 3:6           |
| 3.  | 25. Februar 1975   | Fairfield   | Teppich (i)   | Roger Taylor    | 5:7, 7:5, 6:7      |
| 4.  | 29. September 1975 | Maui        | Hartplatz     | Jimmy Connors   | 1:6, 0:6           |
| 5.  | 26. Oktober 1975   | Perth       | Teppich (i)   | Harold Solomon  | 2:6, 6:7, 5:7      |
| 6.  | 10. November 1975  | Hongkong    | Hartplatz     | Tom Gorman      | 3:6, 1:6, 1:6      |
| 7.  | 14. Februar 1977   | San José    | Teppich (i)   | Jiří Hřebec     | 6:3, 4:6, 5:7      |
| 8.  | 16. Juni 1980      | Surbiton    | Rasen         | Brian Gottfried | 3:6, 3:6           |
| 9.  | 13. April 1981     | Los Angeles | Hartplatz     | John McEnroe    | 7:6, 3:6, 3:6      |
| 10. | 26. Oktober 1981   | Köln        | Hartplatz (i) | Ivan Lendl      | 3:6, 3:6           |
| 11. | 2. November 1981   | Stockholm   | Hartplatz (i) | Gene Mayer      | 4:6, 2:6           |
| 12. | 12. Juli 1982      | Stuttgart   | Sand          | Ramesh Krishnan | 7:5, 3:6, 3:6, 6:7 |

### Doppel

#### Turniersiege
| Nr. | Datum              | Turnier                 | Belag         | Doppelpartner    | Finalgegner                         | Ergebnis      |
| --- | ------------------ | ----------------------- | ------------- | ---------------- | ----------------------------------- | ------------- |
| 1.  | 21. Januar 1974    | Roanoke (1)             | Teppich (i)   | Vitas Gerulaitis | Ian Crookenden Jeff Simpson         | 7:6, 6:1      |
| 2.  | 11. Februar 1974   | Birmingham (1)          | Teppich (i)   | Ian Fletcher     | Nicholas Kalogeropoulos Iván Molina | 4:6, 7:6, 6:1 |
| 3.  | 2. Februar 1975    | Roanoke (2)             | Teppich (i)   | Vitas Gerulaitis | Juan Gisbert Jeff Simpson           | 7:6, 1:6, 6:3 |
| 4.  | 5. Juli 1975       | Wimbledon Championships | Rasen         | Vitas Gerulaitis | Colin Dowdeswell Allan Stone        | 7:5, 8:6, 6:4 |
| 5.  | 29. Februar 1976   | Fort Worth              | Hartplatz (i) | Vitas Gerulaitis | Eddie Dibbs Harold Solomon          | 6:4, 7:5      |
| 6.  | 22. März 1976      | Palm Springs            | Hartplatz     | Colin Dibley     | Raymond Moore Erik van Dillen       | 6:4, 6:7, 7:6 |
| 7.  | 13. März 1977      | Hampton                 | Teppich (i)   | Stan Smith       | Paul Kronk Cliff Letcher            | 6:4, 6:3      |
| 8.  | 25. September 1977 | Los Angeles             | Hartplatz     | Frew McMillan    | Tom Leonard Mike Machette           | 6:2, 6:3      |
| 9.  | 20. November 1977  | Wembley                 | Teppich (i)   | Frew McMillan    | Brian Gottfried Raúl Ramírez        | 6:3, 7:6      |
| 10. | 15. Januar 1978    | Birmingham (2)          | Teppich (i)   | Vitas Gerulaitis | Frew McMillan Dick Stockton         | 3:6, 6:1, 7:6 |
| 11. | 16. April 1978     | Guadalajara             | Sand          | Sherwood Stewart | Gene Mayer Sashi Menon              | 4:6, 7:6, 6:3 |
| 12. | 23. April 1978     | San José                | Teppich (i)   | Gene Mayer       | Hank Pfister Brad Rowe              | 6:3, 6:4      |
| 13. | 18. Februar 1979   | Rancho Mirage           | Hartplatz     | Gene Mayer       | Cliff Drysdale Bruce Manson         | 6:4, 7:6      |
| 14. | 10. Juni 1979      | French Open (2)         | Sand          | Gene Mayer       | Ross Case Phil Dent                 | 6:4, 6:4, 6:4 |
| 15. | 20. Juli 1980      | Boston                  | Sand          | Gene Mayer       | Hans Gildemeister Andrés Gómez      | 1:6, 6:4, 6:4 |
| 16. | 10. August 1980    | Columbus (1)            | Sand          | Brian Gottfried  | Peter Fleming Eliot Teltscher       | 6:4, 6:2      |
| 17. | 1. März 1981       | Memphis                 | Teppich (i)   | Gene Mayer       | Mike Cahill Tom Gullikson           | 7:6, 6:7, 7:6 |
| 18. | 15. März 1981      | Brüssel                 | Teppich (i)   | Frew McMillan    | Kevin Curren Steve Denton           | 4:6, 6:3, 6:3 |
| 19. | 11. Juli 1982      | Gstaad                  | Sand          | Ferdi Taygan     | Heinz Günthardt Markus Günthardt    | 6:2, 6:3      |
| 20. | 14. August 1983    | Montreal                | Hartplatz     | Ferdi Taygan     | Tim Gullikson Tom Gullikson         | 6:3, 6:4      |
| 21. | 22. Juli 1984      | Stuttgart               | Sand          | Andreas Maurer   | Fritz Buehning Ferdi Taygan         | 7:6, 6:4      |
| 22. | 19. August 1984    | Columbus (2)            | Sand          | Stan Smith       | Bud Cox Terry Moor                  | 6:4, 6:7, 7:5 |
| 23. | 21. Oktober 1984   | Köln                    | Hartplatz (i) | Wojciech Fibak   | Jan Gunnarsson Joakim Nyström       | 6:1, 6:3      |
| 24. | 28. Oktober 1984   | Wien                    | Hartplatz (i) | Wojciech Fibak   | Heinz Günthardt Balázs Taróczy      | 6:4, 6:4      |

#### Finalteilnahmen
| Nr. | Datum              | Turnier       | Belag       | Doppelpartner    | Finalgegner                        | Ergebnis      |
| --- | ------------------ | ------------- | ----------- | ---------------- | ---------------------------------- | ------------- |
| 1.  | 2. August 1971     | Cincinnati    | Sand        | Roscoe Tanner    | Stan Smith Erik van Dillen         | 4:6, 4:6      |
| 2.  | 1. Januar 1973     | Baltimore     | Teppich (i) | Paul Gerken      | Jimmy Connors Clark Graebner       | 6:3, 2:6, 3:6 |
| 3.  | 16. November 1975  | Hongkong      | Hartplatz   | Bob Carmichael   | Tom Okker Ken Rosewall             | 3:6, 4:6      |
| 4.  | 29. Januar 1978    | Philadelphia  | Teppich (i) | Vitas Gerulaitis | Bob Hewitt Frew McMillan           | 4:6, 4:6      |
| 5.  | 5. Februar 1978    | Richmond      | Teppich (i) | Vitas Gerulaitis | Bob Hewitt Frew McMillan           | 3:6, 5:7      |
| 6.  | 15. Juli 1979      | Forest Hills  | Sand        | Gene Mayer       | Peter Fleming John McEnroe         | 7:6, 6:7, 3:6 |
| 7.  | 27. Juli 1980      | Washington    | Sand        | Gene Mayer       | Hans Gildemeister Andrés Gómez     | 4:6, 5:7      |
| 8.  | 17. August 1980    | Toronto       | Hartplatz   | Heinz Günthardt  | Bruce Manson Brian Teacher         | 3:6, 6:3, 4:6 |
| 9.  | 28. September 1980 | San Francisco | Teppich (i) | Gene Mayer       | Peter Fleming John McEnroe         | 1:6, 4:6      |
| 10. | 22. März 1981      | Rotterdam     | Teppich (i) | Gene Mayer       | Fritz Buehning Ferdi Taygan        | 6:7, 6:1, 4:6 |
| 11. | 21. März 1982      | Straßburg     | Teppich (i) | Frew McMillan    | Wojciech Fibak John Fitzgerald     | 4:6, 3:6      |
| 12. | 17. April 1983     | Los Angeles   | Hartplatz   | Ferdi Taygan     | Peter Fleming John McEnroe         | 1:6, 2:6      |
| 13. | 26. August 1984    | Cincinnati    | Hartplatz   | Balázs Taróczy   | Francisco González Matt Mitchell   | 6:4, 3:6, 6:7 |
| 14. | 19. September 1984 | Los Angeles   | Sand        | Wojciech Fibak   | Ken Flach Robert Seguso            | 6:4, 4:6, 3:6 |
| 15. | 27. Januar 1985    | Philadelphia  | Sand        | Wojciech Fibak   | Mats Wilander Joakim Nyström       | 6:3, 2:6, 2:6 |
| 16. | 23. September 1985 | San Francisco | Hartplatz   | Brad Gilbert     | Paul Annacone Christo van Rensburg | 6:3, 3:6, 4:6 |